# Chicos
Chicos fue una revista infantil española que se publicó entre 1938 y 1955, con periodicidad semanal, inaugurando así la época dorada del tebeo español. Tuvo tres épocas diferenciadas:

## Primera época (1938-1951)
El primer número de los Chicos apareció el 23 de febrero de 1938, en San Sebastián, ciudad donde estaba centrada la producción de tebeos de la llamada "zona nacional" durante la guerra civil. Su editor y propietario fue Juan Baygual y Bas y su directora artística y literaria, Consuelo Gil Roësset, quienes se habían conocido en la redacción de "Pelayos". Su formato era muy similar al de "Flechas y Pelayos", pero con menos páginas y un precio más asequible (10 céntimos en vez de 25).
El 15 de noviembre del mismo año, la revista pasó a ser propiedad de la Delegación Nacional de Prensa y Propaganda, según documento firmado por el Delegado de esta y Consuelo Gil. A pesar de ello, Chicos nunca fue una revista de propaganda (aunque no pudo —ni quiso— permanecer al margen de la ideología dominante). Gracias a sus buenas relaciones con el régimen franquista, no tuvo problemas para conseguir el cupo de papel necesario para publicar periódicamente el semanario. 
Durante estos primeros años, destacaron las versiones de cuentos clásicos realizadas por Mercedes Llimona, amen de las siguientes series: 
| Años | Números | Título                                        | Autoría     | Otros datos                |
| ---- | ------- | --------------------------------------------- | ----------- | -------------------------- |
| 1938 |         | Historia del ingenuo Cocolín                  | Alcaide     | Nueva, pasó a "Mis Chicas" |
| 1938 |         | El Capitán Acuña, de la Policía Indígena      | Alcaide     | Nueva                      |
|      |         | Las andanzas de Tomasita                      | Carmen Sert |                            |
|      |         | La fabulosa vuelta al mundo por un futbolista | Castanys    |                            |

Consuelo Gil llevaba directamente las secciones de correspondencia con los lectores, El Club de Chicos y Mis Chicas, firmando para ello con los seudónimos de L. de Villadiego y Madrina.
Terminada la contienda, algunos de los más destacados autores barceloneses comenzaron a colaborar con la revista, dando pie a series que se volverían míticas:
| Años                    | Números   | Título                                          | Autoría                                         | Género    |
| ----------------------- | --------- | ----------------------------------------------- | ----------------------------------------------- | --------- |
| 1939                    |           | La Espada Invencible                            | Avelino de Aróztegui                            |           |
| 1940                    | 143 y ss. | Cuto                                            | Jesús Blasco                                    |           |
| 1940                    |           | El verdadero fantasma                           | Avelino de Aróztegui                            |           |
| 1940                    |           | Hazañas extraordinarias de Periquito Fanfarrias | Jaime Tomás                                     |           |
| 1940                    |           | Mosquita                                        | Avelino de Aróztegui                            |           |
| 1942                    |           | La Escuadrilla de la Muerte                     | Jesús Blasco                                    |           |
| 1941                    |           | Las tres huellas                                | Avelino de Aróztegui                            |           |
| 1942                    |           | El País del Oro Negro                           | Jesús Blasco                                    |           |
| 1942                    | 218-      | Pepe Carter y Coco                              | Ángel Puigmiquel                                | Cómico    |
| 1943                    |           | El planeta misterioso                           | José María Huertas Ventosa/Freixas/Jesús Blasco |           |
| 1943                    |           | Otro ganso: Topito Cabezadura                   | Alcaide                                         | Cómico    |
| 1943                    |           | Topo, el Sabueso                                | Alcaide                                         | Cómico    |
| 1943                    |           | Poli, el Artista Distraído                      | Alcaide                                         | Cómico    |
| 1943                    |           | Don Veremundo, el mejor detective del mundo     | Alcaide                                         | Cómico    |
| 1944                    |           | La Ciudad del Gong                              | Juan García Iranzo                              |           |
| 1944                    |           | El tesoro de las montañas azules                | Emilio Freixas                                  |           |
| 1945                    |           | El misterio del murciélago humano               | Emilio Freixas                                  |           |
| 1945                    |           | Los dragones del Tíbet                          | Emilio Freixas                                  |           |
| 1945                    |           | El pirata desconocido                           | Juan García Iranzo                              |           |
| 1945                    |           | La cruz de fuego                                | Juan García Iranzo                              |           |
| 1946                    |           | Aventuras de Pepe Carapato                      | Alcaide                                         | Cómico    |
| 1947                    |           | La Pagoda Flotante                              | Canellas Casals/Lozano Olivares                 |           |
| 1947                    |           | El Tesoro de la Selva                           | Canellas Casals/Lozano Olivares                 | Serie     |
| 20/04/1947 a 05/12/1948 | 433-514   | Jim Erizo                                       | Gabi                                            | Cómico    |
| 1948                    |           | El cóndor y el bebé                             | Juan Antonio de Laiglesia/Jesús Blasco          |           |
| 1948                    |           | El Rey Leproso                                  | Lozano Olivares                                 |           |
| 1948                    |           | Una aventura en la India                        | Jesús Blasco                                    |           |
| 1948                    |           | Taruguito                                       | Gordillo                                        |           |
| 05 al 07/1949           | 532-537   | El Tigre Sagrado, con el Capitán Misterio       | Emilio Freixas                                  | Aventuras |
| 1949                    |           | Kitín Nogueroles                                | Gordillo                                        |           |
| 1950                    |           | Sopapo                                          | Gordillo                                        |           |

Hay que mencionar también a otros dibujantes como Bernal, Adriano Blasco, Alejandro Blasco, Coelho, Cozzi, Delgado, Alfonso Figueras, Arturo Moreno, Julian Nadal, Opisso, Pena, Carlos Roca o Zaragüeta; entre los guionistas, se cita a José María Canellas, José Fernández Gómez y José María Huertas.
Su tirada alcanzó los 115.000 ejemplares, gracias en parte a su precio. Este se mantuvo inicialmente más bajo que en el resto de producciones coetáneas a causa de las facilidades gubernamentales, aunque nunca dejó de subir, poniéndose finalmente a la par que ellas:
| Precio facial | 04/1941 | 05/1942 | 03/1943 | 06/1945 | 05/1946 | 12/1946 | 06/1947 | 05/1949 |
| ------------- | ------- | ------- | ------- | ------- | ------- | ------- | ------- | ------- |
| En pesetas    | 0,25    | 0,30    | 0,40    | 0,50    | 0,60    | 0,75    | 0,90    | 1,20    |

En 1949, debido a la competencia de las revistas humorísticas, se introducen importantes cambios. Chicos se convierte en un tebeo dedicado principalmente al humor, y se imponen las historietas autoconclusivas. En esta etapa destacan las aportaciones cómicas de Alfons Figueras, Ángel Puigmiquel y Gabi, entre otros. En el género realista surgen nuevos talentos, como Luis Bermejo, Adriano Blasco y Manuel Gago.
El 30 de mayo de 1950 finaliza la primera etapa del semanario, habiendo alcanzado los 557 números ordinarios, más 10 almanaques.

## Segunda época (1950-1952)
Chicos reapareció con nueva numeración, y cambios en el formato. Aunque continúan algunos de los colaboradores y personajes de la etapa anterior, la revista abre sus páginas al cómic estadounidense, que terminará convirtiéndose en su ingrediente fundamental. Esta segunda etapa dura hasta el 8 de junio de 1952 y comprende 70 números ordinarios. Al final de la misma, la publicación mostró un gran interés por el fútbol, hasta el punto de cambiar su título por Chicos Deportivos.
| Años  | Números | Título                       | Autoría                           | Otros datos |
| ----- | ------- | ---------------------------- | --------------------------------- | ----------- |
| 1950  |         | Aventuras del Capitán Luckey | Juan Antonio Abellán-García Muñoz |             |
| 1951- | 23-     | Ben Bolt                     | Jon Cullen Murphy                 |             |
| 1951  |         | El Agente Secreto X-PP       | Gordillo                          |             |

## Tercera época (1954-1955)
La tercera etapa del semanario comenzó el 20 de junio de 1954; sin embargo, salvo el título, todo ha cambiado: desde la editora, que es la madrileña Cid, a muchos de los dibujantes, entre los que destacan Bayo, Luis Bermejo, José Fernández Bielsa, Borné, Adolfo Buylla, Carrillo, Casarrubio, Alfons Figueras, Ibarra, Carlos y José Laffond, Santiago Martín Salvador, Montañés, Pizarro y Manuel Zatarain. Esta tercera etapa se prolongó hasta 1955 y comprendió 69 números ordinarios, más el Almanaque Dos Hombres Buenos 1955.
| Años       | Números      | Título                                  | Guionista           | Dibujante                         | Género                     |
| ---------- | ------------ | --------------------------------------- | ------------------- | --------------------------------- | -------------------------- |
| 20/06/1954 | 1, 2,        | Halcón Negro                            |                     |                                   | Oeste                      |
| 20/06/1954 | 1            | Perseguido!!                            | John Warren         | A. Ibarra                         | Oeste                      |
| 20/06/1954 | 1, 2,        | Chatillo, agente secreto                |                     | Bornés                            | Policíaco                  |
| 20/06/1954 | 1, 2, 3      | Quique Banderas                         | José Mallorquí      | Zata                              | Policíaco                  |
| 20/06/1954 | 1, 2, 3, 4,  | Cisco Kid                               |                     | José Luis Salinas                 | Oeste                      |
| 20/06/1954 | 1, 2, 6,     | Reportajes de emoción por Teófilo Melón |                     | Emilio Boix                       | Cómico                     |
| 04/07/1954 | 3            | Promesa cumplida                        | Red Selton          | Casarrubio                        | Oeste                      |
| 04/07/1954 | 3-4          | Criminales filatélicos                  |                     | Bornés                            | Policíaco                  |
| 04/07/1954 | 3            | El valle verde                          | John Warren         |                                   | Oeste                      |
| 11/07/1954 | 4            | ¿Comida por los lobos?                  | John Warren         | Francisco Blanes                  | Oeste                      |
| 11/07/1954 | 4, 6,        | Paupinadas                              |                     | Alfonso Figueras                  | Cómico                     |
| 18/07/1954 | 5            | El extraño sheriff                      |                     |                                   | Oeste                      |
| 18/07/1954 | 5-6,         | Rivalidad ranchera (Johnny Freckles)    |                     | Bornés                            | Oeste                      |
| 18/07/1954 | 5            | El hijo de Jim West                     |                     | E. T. Coelho                      | Oeste                      |
| 18/07/1954 | 5            | Petalito                                |                     |                                   | Cómico                     |
| 23/07/1954 | 6            | Los filibusteros                        |                     | Carrillo                          | Histórico variante piratas |
| 23/07/1954 | 6            | El rancho loco                          | John Warren         | José García Pizarro               | Policíaco                  |
| 23/07/1954 | 6            | Los dos terremotos                      | John Warren         | Santiago Martín                   | Oeste                      |
|            | 10-16, 19-20 | El Capitán Pantera                      | Carrillo            | Carrillo                          | Aventuras                  |
| 1955       |              | Indochina                               | Clementino          | Juan Antonio Abellán-García Muñoz |                            |
| 1955       |              | Guillermo                               | M. González Casquel | Bielsa, Carlos Laffond, Bayo      |                            |

## Valoración
El historiador Antonio Martín Martínez afirmó en 1968 que Chicos constituía el máximo logro del tebeo español, gracias a su perfecta fusión entre secciones lúdicas y didácticas y a la calidad del trabajo de Alfonso Figueras, Emilio Freixas, Ángel Puigmiquel y sobre todo Jesús Blasco con su Cuto. Otros críticos de la siguiente generación se han apuntado a esta opinión, como Javier Coma o Jesús Cuadrado.

## Revistas hermanas
Entre 1941 y 1950, Consuelo Gil publicó una revista dirigida a las jóvenes, Mis Chicas. En 1945 apareció también El Gran Chicos, de carácter más didáctico que su cabecera originaria, y Chiquitito.